# Incantation
Incantation ([,inkæn’teɪʃən] в переводе с англ. — «Заклинание») — американская группа, играющая в стиле дэт-метал, которая была образована в 1989 году в штате Нью-Йорк, затем группа обосновалась в Джонстауне, Пенсильвания. Первоначальный состав Incantation составили гитарист Бретт Маковски и бас-гитарист Арагон Амори вместе с гитаристом Джоном Макэнти и барабанщиком Полом Ледни. Бессменным участником группы является гитарист и по совместительству вокалист Джон Макэнти.
Группа Incantation наряду с такими группами как Cannibal Corpse, Immolation, Morbid Angel, Nile, Obituary, Deicide, Dying Fetus, Suffocation является влиятелным представителем жанра дэт-метал.
Обложки альбомов и тексты песен группы связаны с тематикой сатанизм, оккультизм, антихристианство и богохульство.
За свою карьеру группа выпустила девять студийных альбомов, пять EP и два концертных альбома.

## История

### Начало — Onward to Golgotha (1989—1992)
Группа Incantation была образована гитаристом Бретт Маковски и бас-гитаристом Арагоном Эмори вместе с гитаристом Джоном Макэнти и барабанщиком Полом Ледни. К марту 1990 года Джон Макэнти собрал музыкантов для новой версии Incantation, которая включала в себя бас-гитариста Ронни Део, гитариста Сэла Сейхо и барабанщика Питера Барневика, Джон Макэнти в то период параллельно замещал вакансию в Mortician и пригласил вокалиста этой группы Уилла Рамера для записи этого демо. В этом составе группа выпустила своё первое демо которое включало три песни: «Profanation», «Unholy Massacre», «The Third Of The Storms (Evoked Damnation)» кавер на Hellhammer. Вторая демозапись вышла в этом же году и была записана на студии Stardust Studios с 26 мая по 2 июня 1990 года, микширование было произведено 9 июня, 1990 года
Эдом Лотвисом. Затем был выпущен EP Entrantment Of Evil, после записи группу покидают Сэл Сейхо и Питер Барневик, а их места заняли Билл Веннер и Джим Роу. Билл Веннер не сошелся характером с остальными участниками группы, и его пришлось заменить. Новым участником группы стал Крэйг Пиллард с которым Incantation записывают свой второй EP Deliverance of Horrific Prophecies. В начале 1991 года группа приступает к записи своего дебютного альбома под названием Onward to Golgotha, который был выпущен 5 мая 1992 года на лейбле Relapse Records. Альбом Onward to Golgotha был записан на студии East Studios с сентября по ноябрь 1991 года, микширование альбома проходило в январе 1992 года, звукоинженером и продюсером альбома стал Стив Эветтс, мастеринг провёл Дейв Ширк, оформлением альбома занималась Миран Ким. Альбом Onward to Golgotha был переиздан в 2006 году Relapse Records c бонусным DVD. После записи группа отправилась в турне по США.

### Mortal Throne of Nazarene — Upon the Throne of Apocalypse (1993—1995)
Пока группа гастролировала, продолжалась смена состава, в 1992 году Ронни Део сменил Дэн Камп.
Группа приступает к записи своего второго студийного альбома под названием Mortal Throne of Nazarene, который был выпущен 11 марта 1994 года на лейбле Relapse Records. Альбом Mortal Throne of Nazarene был записан на студии Excello Recording Studios Бруклин, Нью-Йорк в марте 1994 года с звукоинженером Гаррисом Шипоном, микширование альбом прошёл в стдии Metal Mark Studios Кливленд с мая по июнь 1994 года, мастеринг провёл Дэйв Ширк, оформлением альбома занимались Миран Ким и Уэс Бенскотер. Смена состава продолжалась и в августе 1993 года в группе появились бас-гитарист Дейв Нидрист и барабанщик Джон Броуди. В августе 1995 года на лейбле Relapse Records выходит ремиксовый альбом под названием Upon the Throne of Apocalypse, который представлял собой переписаные песни из второго полноформатного альбома группы, запись проходила в студии Excello Recording Studios, Бруклин, Нью-Йорк в марте 1994, с звукоинженером Гаррисом Шипоном, мастеринг провёл Дейв Ширк.

### Смены состава — Diabolical Conquest (1996—1998)
После европейского турне группу постиг новый удар, из группы уходит Крэйг Пиллард. С Ронни Део и Джимом Роу он организовывает «Disciples of Mockery». Джон Макэнти собирает новый состав состоящий из гитариста и вокалиста Дуэйна Морриса, бас-гитариста Рэнди Скотта и барабанщика Кайла Сиверна, в течение очередного американского турне из группы уходит Рэнди Скотт, эту должность занимает Майк Доннели на сезон мексиканских гастролей, затем как сессионный музыкант бас-гитаристом становится Мэри Киулло, а на должность сессионного гитариста был приглашён Майк Сэез, а вокалистом на демо записи 1996 года стал Уилл Раммер. Затем группой в 1997 году в составе Джона Макэнти, Кайла Сиверна, и Крэйга Пилларда, но он был приглашён как сессионный музыкант, был записан очередной EP под названием The Forsaken Mourning of Angelic Anguish, который был выпущен лейблом Repulse Records. В начале 1998 года группа начинает работу над своим четвёртым студийным альбомом, который вышел в 1998 году на лейбле Relapse Records, вокалистом на альбоме стал Дэниэл Корчадо, но через полгода передумал и ушел. Продюсером альбома стал Билл Кореки, также он отвечал за звукозапись, запись проходила в студии Mars Studio в Кливленде с ноября по декабрь 1997 года, мастеринг провели Дейв Ширк и Билл Юркевич.

### The Infernal Storm — Blasphemy (1999—2002)
Какое-то время обязанности вокалиста исполнял Том Стивенс, затем на постоянной основе вокалистом и гитаристом стал Майк Саэз, уже часто выручавший группу. На место ушедшего Дэниэла Корчадо пришёл бас-гитарист Роб Енч, группу покидает ударник Кайл Сиверн и на его место как сессионный музыкант приходит Дэйв Карлос. В этом составе группа записывает свой пятый студийный альбом под названием The Infernal Storm, который вышел 9 мая 2000 года на лейбле Relapse Records. Продюсером этого альбома. как и предыдущего стал Билл Кореки, запись проходила в студии Mars Studio в Кливленде с ноября по декабрь 1999 года, мастеринг произвёл Билл Кореки, оформлением альбома занималась Миран Ким.
В 2001 году группа расторгает контракт с лейблом Relapse Records, с которым сотрудничала все прошлые годы и перезаключила договор с Necropolis Records. В составе снова происходят изменения вместо Роба Йенча позицию бас-гитариста занимает Джо Ломбард, а за ударную установку снова садится Кайл Сиверн. В начале 2001 года группа начинает работу над своим шестым студийным альбомом который назывался Blasphemy. Альбом был выпущен 12 июня 2002 года на лейбле Necropolis Records. Продюсером и звукоинженером альбома стал Билл Кореки, запись альбома проходила на студии Mars Studio в Кливленде с июня по октябрь 2001 года, мастеринг был произведён на студии West West Side Studio, оформлением альбома занимался Пол Ледни.

### Decimate Christendom — Primordial Domination (2004—2006)
Перед записью своего седьмого альбома группа заключает контракт с лейблом Listenable Records, на котором 27 июля 2004 года выходит альбом Decimate Christendom. Обязанности вокалиста на себя взял Джон Макэнти, за ударные отвечал Кайл Сиверн, за бас-гитару Джо Ломбард. Запись альбома проходила на студии Mars Recording Studio, Кливленд, инженером звукозаписи и микшированием занимался Билл Кореки с марта по апрель 2004 года, мастеринг был произведён на студии Visceral Sound Скоттом Халлом, оформление альбома создали Миран Ким и Свен де Калюве.
Следующим восьмым по счету альбомом группы стал альбом Primordial Domination, который был выпущен 6 сентября 2006 года на лейбле Ibex Moon Records. Это стал второй альбом группы где обязанности вокалиста исполнял Джон Макэнти. Запись альбома проходила на студии Mars Recording Studio, Кливленд, инженером звукозаписи и микшированием занимался Билл Кореки с апреля по май 2006 года, мастеринг был произведён на студии West West Side Music Аланом Доучесом и Кимом Думасом, оформлением альбома занимались Яцек Вишневкий и Свен де Калюве. После записи этого альбома в группе произошли следующие изменения состава и нынешний состав выглядит как Джон Макэнти, Кайл Сиверн, Алекс Букс и Чак Шервуд.

## Участники
Хронология 

### Текущий состав
- Джон Макэнти (англ. John McEntee) — ритм-гитара, вокал (1989—)[1][17]
- Кайл Сиверн (англ. Kyle Severn)— ударные (1994—1998, 2000—2007, 2009)
- Алекс Букс (англ. Alex Bouks) — соло-гитара (2008—)
- Чак Шервуд (англ. Chuck Sherwood) — бас-гитара (2008—)

### Концертные участники
- Джим Роу (англ. Jim Roe) — ударные на концертах (1990—1993, 2007—)
- Крэйг Пиллард (англ. Craig Pillard) — гитара, вокал (1992—1994, 1996—1997), вокал на концертах (2008)
- Реяш (англ. Reyash) - бас-гитара
- Сонни Ломбардоззи (англ. Sonny Lombardozzi) - гитара

### Бывшие участники

#### Вокал
- Уилл Рамер (англ. Will Rahmer) — вокал (1990, 1995—1996)
- Дуйэн Моррис (англ. Duane Morris) — вокал, гитара (1994—1995)
- Натан Росси (англ. Nathan Rossi) — вокал, гитара (1996)
- Дэниел Корчадо (англ. Daniel Corchado) — вокал, бас-гитара, гитара (1997—1998)
- Том Стивенс (англ. Tom Stevens) — вокал, гитара (1998—1999)
- Майк Сэез (англ. Mike Saez) — вокал, бас-гитара, гитара (1995—1996, 1997, 1999—2002)
- Белиал (англ. Belial) — вокал, гитара (2002)
- Винсент Кроули (англ. Vincent Crowley) — вокал (2002)

#### Гитара
- Бретт Маковски (англ. Brett Mackowski) — гитара (1989—1990)
- Сэл Сейхо (англ. Sal Seijo) — гитара (1990)
- Билл Веннер (англ. Bill Venner) — гитара (1990)

#### Бас-гитара
- Арагон Амори (англ. Aragon Amori) — бас-гитара (1989—1990)
- Ронни Део (англ. Ronnie Deo) — бас-гитара (1990—1992)
- Дэн Кэмп (англ. Dan Kamp) — бас-гитара (1992—1993)
- Дейв Нидрист (англ. Dave Niedrist) — бас-гитара (1993—1994)
- Рэнди Скотт (англ. Randy Scott) — бас-гитара (1994)
- Майк Донели (англ. Mike Donnelly) — бас-гитара (1995)
- Мэри Киульо (англ. Mary Ciullo) — бас-гитара (1995—1996)
- Кевин Хьюс (англ. Kevin Hughes) — бас-гитара (1996—1997)
- Роб Йенч (англ. Rob Yench) — бас-гитара (1997—2001)
- Джо Ломбард (англ. Joe Lombard) — бас-гитара (2001—2006)
- Роберто Лизаррага (англ. Roberto Lizarraga) — бас-гитара (2007—2008)

#### Ударные
- Пол Ледни (англ. Paul Ledney) — ударные (1989—1990)
- Петр Барневич (англ. Peter Barnevic) — ударные (1990)
- Джон Броуди (англ. John Brody) — ударные (1993—1994)
- Клэй Литл (англ. Clay Lytle) — ударные (1998)
- Рик Боуст (англ. Rick «Slim» Boast) — ударные (1998—1999)
- Крис Дора (англ. Chris Dora) — ударные (1998, 1999)
- Марк Перри (англ. Mark Perry) — ударные (1999)
- Дэйв Калросс (англ. Dave Culross) — ударные (2000)
- Ричард Кристи (англ. Richard Christy) — ударные (2000)
- Крэйг Смиловски (англ. Craig Smilowski) - ударные (2007)

## Дискография

### Студийные альбомы
- Onward to Golgotha (1992)
- Mortal Throne of Nazarene (1994)
- Upon the Throne of Apocalypse (1995)
- Diabolical Conquest (1998)
- The Infernal Storm (2000)
- Blasphemy (2002)
- Decimate Christendom (2004)
- Primordial Domination (2006)
- Vanquish In Vengeance (2012)
- Dirges of Elysium  (2014)
- Profane Nexus (2017)
- Sect of Vile Divinities (2020)
- Unholy Deification (2023)

### Концертные альбомы
- Tribute to the Goat (1997)
- Live Blasphemy in Brazil Tour 2001 (2002)

### EP
- Entrantment of Evil (1990)
- Deliverance of Horrific Prophecies (1991)
- The Forsaken Mourning of Angelic Anguish (1997)
- Blasphemous Cremation (2008)
- Scapegoat (2010)